# Tatyana Fazlalizadeh
Tatyana Fazlalizadeh (geboren 1985 in Oklahoma City) ist eine amerikanische Malerin und Streetart-Künstlerin. Sie wurde in den USA bekannt mit ihrer öffentlichen Plakatserie Stop Telling Women to Smile.

## Leben
Tatyana Fazlalizadeh wuchs in einer iranisch-afroamerikanischen Familie in Oklahoma auf. Sie studierte an der University of the Arts in Philadelphia und schloss ihr Kunststudium 2007 ab. In ihrer Arbeit konzentriert sie sich auf Porträtmalerei, die sie mit politischen und sozialen Themen verbindet. Sie lebt in Brooklyn/New York City.

## Werk
Erste öffentliche Aufmerksamkeit erhielt sie für ihre in Öl gemalten Porträts von Barack Obama, die 2009 in der von Shepard Fairey kuratierten Ausstellung Manifest Hope:DC zur Amtseinführung von Obama in Washington, D.C. gezeigt wurden.
Zur Ausstellung erschien das Buch Art For Obama, unter anderem mit Fazlalizadehs Bild Is he Black enough? als ironischer Kommentar zur Rassismus-Debatte. 2012 bis 2013 gehörte Tatyana Fazlalizadeh zu den Künstlern des zweijährigen Roots Mural Art Project, die gemeinsam im Auftrag der Stadt Philadelphia eine Gemälde-Collage auf einer Hauswand realisierten. Das Wandbild mit dem Titel Legendary erzählt Geschichten aus dem Leben der Hip-Hop-Band The Roots, die 1987 in Philadelphia gegründet wurde.
Im Jahr 2012 begann Tatyana Fazlalizadeh in ihrem Wohnort Brooklyn ein Streetart-Projekt, mit dem sie sexuelle Belästigung von Frauen auf der Straße thematisierte. Sie interviewte Frauen zum Thema „Catcalling“ (Hinterherrufen/-pfeifen), die ihr sagten, dass sie sich durch die sexuellen Kommentare auf der Straße zu Objekten gemacht und demoralisiert fühlten. Fazlalizadeh übertrug diese Gefühle und Bilder in ein öffentliches Kunstprojekt. Sie fotografierte die Frauen, zeichnete von den Fotos Schwarzweiß-Porträts und setzte sie in überlebensgroße Plakate mit Zitaten der Frauen wie „My outfit is not an invitation“, „Women are not outside for your entertainment“ oder „My Name is not Baby“. Die Poster befestigte sie mit Kleister auf Außenwände. Die ersten Plakate schuf sie mit Selbstporträts und dem Slogan, der der Serie den Namen gab: Stop Telling Women to Smile.
Fazlalizadeh porträtierte hauptsächlich nicht-weiße Frauen. Was zunächst nicht beabsichtigt war, wurde zum Thema ihrer Arbeit. Nach ihrer Ansicht werde das Sprechen über sexuelle Belästigung von Weißen Frauen dominiert. Da sie selbst eine Schwarze Frau ist, sei es für sie wichtig, ihr Gesicht und ihre Stimme in dieses Gespräch zu bringen.
Ihre Plakate brachte sie auf Hauswände in Straßen von Brooklyn und Philadelphia an. Im September 2013 sammelte auf der Crowdfunding-Plattform Kickstarter Geld, um weitere Frauen im ganzen Land interviewen zu können und die Aktion auszuweiten. Seitdem erschien die Poster-Serie in Washington, Boston, Chicago, Los Angeles, San Francisco, Baltimore, Atlanta und Georgia sowie 2015 in Mexiko.
2017 gehörte sie zu den Künstlern, die in einer 52-wöchigen Kampagne in New York City Außenwerbung durch Kunst ersetzten. In New Jersey realisierte sie 2023 ein Wandbild für Schwarze Frauenrechtlerinnen in der Vergangenheit und Gegenwart.

## Adaption
Ihr Streetart-Projekt inspirierte einen Handlungsstrang in Spike Lees Netflix-Adaption von She’s Gotta Have It aus dem Jahr 2017, für die Fazlalizadeh auch als Kunstberaterin fungierte.

## Buchveröffentlichung
- Stop Telling Women to Smile. Stories of Street Harassment and How We're Taking Back Our Power, Basic Books, NYC 2020, ISBN 978-1-58005-848-3